# Siesta (album)
Pour les articles homonymes, voir Siesta.
Albums de Miles Davis et Marcus Miller
Tutu
(1986) Amandla
(1989)
Siesta est un album de Miles Davis et Marcus Miller sorti en 1987. Il s'agit de la bande originale du film homonyme.

## Historique
Le film se situe en Espagne. Les têtes d'affiche étaient Ellen Barkin et Jodie Foster, et le film était produit par Warner Bros. La musique faisait écho au son de Sketches of Spain et fut produite par Marcus Miller, qui écrivit et arrangea tous les morceaux, à l'exception d'un seul, qu'il coécrivit avec Miles, "Theme for Augustine/Wind/Seduction/Kiss". L'album était dédicacé à Gil Evans, le "Maître". Ici, pour la première fois au cours des dernières années de sa vie, Miles revenait vers la musique qu'il avait jouée dans le passé. Sur le morceau titre, son style faisait écho au jeu ouvert qu'il avait eu à la trompette sur "Sketches of Spain".

## Titres
Composés par Marcus Miller sauf "Theme For Augustine" par Miles Davis & Marcus Miller
1. "Lost in Madrid, Part 1" - 1:48
2. "Siesta / Kitt's Kiss / Lost in Madrid, Part 2" - 6:54
3. "Theme for Augustine / Wind / Seduction / Kiss" - 6:33
4. "Submission" - 2:32
5. "Lost in Madrid, Part 3" - 0:49
6. "Conchita / Lament" - 6:43
7. "Lost in Madrid, Part 4 / Rat Dance / The Call" - 1:41
8. "Claire / Lost in Madrid, Part 5" - 4:33
9. "Afterglow" - 1:41
10. "Los Feliz" - 4:35

## Musiciens
- Miles Davis - trompette
- Marcus Miller - basse
- John Scofield -  guitare acoustique sur "Siesta"
- Omar Hakim - batterie sur "Siesta"
- Earl Klugh - guitare classique sur "Claire"
- James Walker - flûte sur "Los Feliz"
- Jason Miles - programmation des synthétiseurs